# Heldenbuch-Prosa
Heldenbuch-Prosa nennt man die umfassende Prosa-Darstellung des Heldenzeitalters, die in den fünf Drucken der Heldenbücher den verschiedenen Heldenepen als Schlussstück angefügt, in der Handschrift des Diebold von Hanowe als Vorrede vorangestellt werden.
Der Text umfasst im Erstdruck nur knapp 11 Seiten. Er beginnt mit König Orendel von Trier als dem ersten Helden und schließt mit dem Abtreten des letzten Helden, Dietrich von Bern nach einer gewaltigen Schlacht vor Bern (Verona). Teils in Form von Namenskatalogen, teils als Erzählung, wird die Geschichte der einzelnen Helden erzählt. Die Verwandtschaftsbeziehungen zwischen den Helden werden aufgeführt, die den drei Herkunfts- und Wirkungsräumen zugeteilt werden: das Rheinland um Köln und Aachen, das ungarische Hunnenland und das Burgundenreich um Worms. Im Zentrum steht die Geschichte Dietrichs von Bern. Diese wird in einigen wichtigen Details nicht so erzählt wie sonst (z. B. im Nibelungenlied) vermittelt, sondern so wie in der Thidrekssaga. Beispielsweise wird Kriemhild nicht von Hildebrand, sondern Dietrich getötet. Da der Verfasser der Heldenbuch-Prosa die Thidrekssaga nicht gekannt haben kann, ist das ein Hinweis darauf, dass es eine ältere Überlieferung gegeben haben muss, aus denen beide – Thidrekssaga-Erzähler und Helden-Prosa-Verfasser – diese Besonderheiten entnommen haben.
Eine weitere Besonderheit ist die Verwendung biblischer Vorstellungen und Formulierungen, die sonst in Heldendichtung unüblich sind. Die gesamte Heldengeschichte erscheint als Teil der göttlichen Heilsgeschichte. Gleichzeitig wird besonders in den genealogisch-geographischen Übersichten ein trockener Berichtston gepflegt wie er in der zeitgenössischen Historiographie üblich war. Dem Gesellschaftszustand wird aus der Heldenzeit erklärt: alle Herren und Adligen stammten von den Riesen bzw. Helden ab und nie sei ein Held ein Bauer gewesen.